# Rạch Tích Phu
Rạch Tích Phu là một con sông đổ ra Sông Hậu. Sông có chiều dài 10 km và diện tích lưu vực là km². Rạch Tích Phu chảy qua các tỉnh Vĩnh Long, Trà Vinh.